# لیبتری، شهرستان سالین، ایلینوی
لیبتری (به انگلیسی: Liberty) یک منطقهٔ مسکونی در ایالات متحده آمریکا است که در شهرستان سالین، ایلینوی واقع شده‌است. لیبتری ۱۳۵٫۰۳ متر بالاتر از سطح دریا واقع شده‌است.